# Parque Nacional Kaboré Tambi

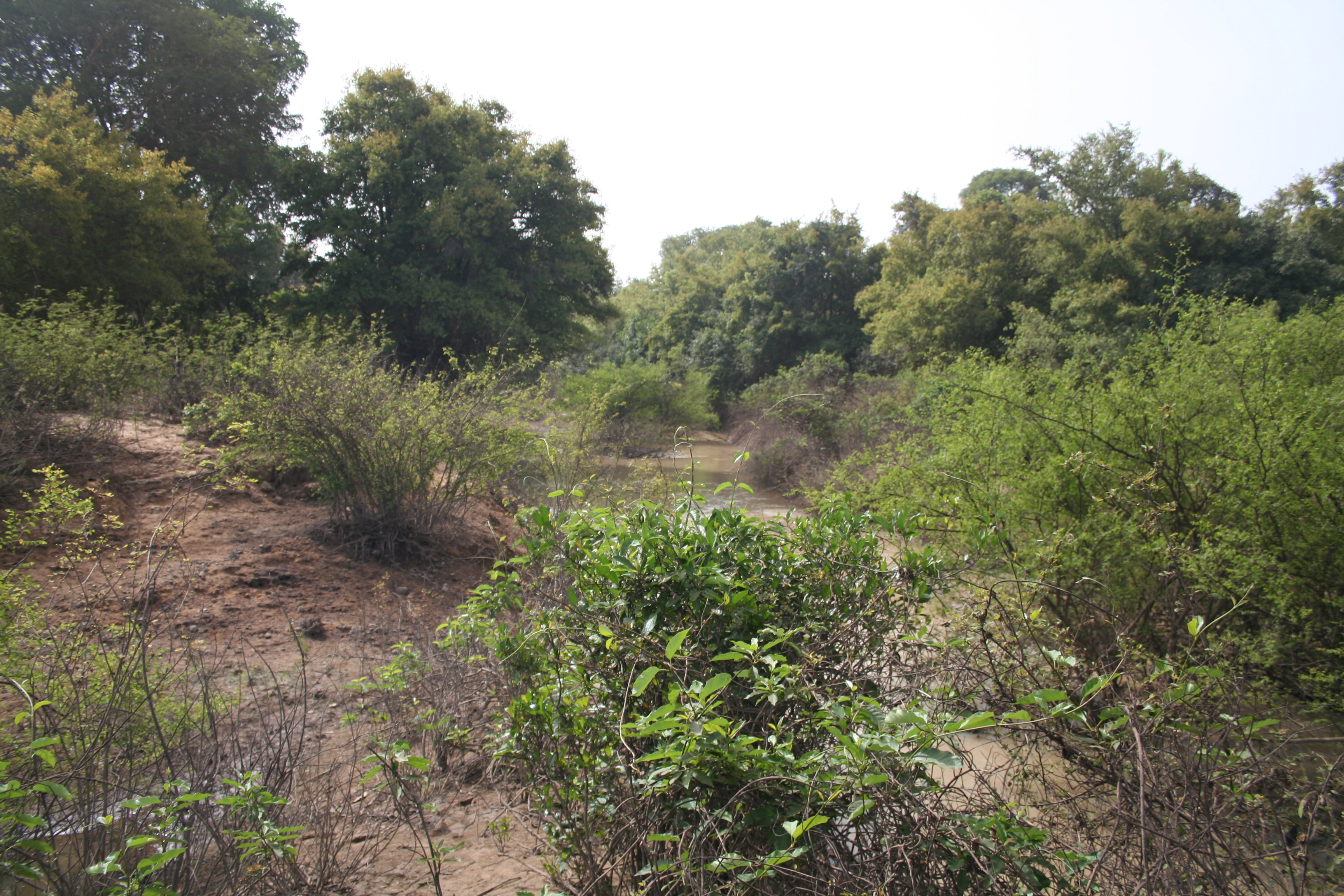
Vista da Volta Vermelha em Parque Nacional Kaboré Tambi, Burkina Faso

O Parque Nacional Kaboré Tambi é um parque nacional em Burquina Fasso. Situa-se entre Uagadugu e a fronteira com o Gana e segue o curso do rio Volta Vermelho (ou rio Nazinon). Fundado em 1976 como Parque Nacional do Pô, foi renomeado em homenagem a um guarda florestal do parque que foi morto por caçadores ilegais em 1991.
O parque é uma importante área de observação de pássaros em Burkina Faso.